# Ustikolina
Ustikolina – wieś w Bośni i Hercegowinie, w Federacji Bośni i Hercegowiny, w kantonie bośniacko-podrińskim, siedziba gminy Foča-Ustikolina. W 2013 roku liczyła 882 mieszkańców, z czego większość stanowili Boszniacy.